# Borgerforslag
Borgerforslag er en dansk forsøgsordning der indebærer at borgere med stemmeret til Danmarks lovgivende forsamling, Folketinget, kan fremsætte og støtte såkaldte borgerforslag med henblik på at få dem drøftet og stemt på i Folketinget. Et forslag kan fremsættes som beslutningsforslag i Folketinget såfremt det får 50.000 støttetilkendegivelser inden for 180 dage fra offentliggørelsen. Loven om borgerforslag indeholder en klausul der foreskriver at ordningen revideres senest i folketingsåret 2019-20, men Folketingets Udvalg for Forretningsordenen har allerede tilkendegivet at det vil gøre ordningen permanent.
Ordningen fungerer ved at mindst fire personer indsender et forslag til Folketingets Administration, som gennemlæser det og offentliggør det hvis det overholder visse regler. Herefter kan borgerne tilkendegive om de støtter forslaget. Ordningen fungerer primært gennem hjemmesiden borgerforslag.dk, men det er også muligt at sende en fysisk formular til Folketingets Administration.
Ordningen blev etableret af syv ud af ni af Folketingets partier ved en folketingsbeslutning i 2016 med henblik på at styrke borgerinddragelse – dog er den også blevet kritiseret, blandt andet for at være overflødig i et repræsentativt demokrati eller for primært at være brugbar for interesseorganisationer der allerede har indflydelse på den politiske proces.

## Virkemåde
Al deltagelse i ordningen om borgerforslag kræver at brugeren har stemmeret til Folketingsvalg. Hjemmesiden anvender MitID-tjenesten samt CPR-registret til at tjekke hvorvidt en bruger opfylder kravene.

### Fremsættelse af forslag
For at fremsætte et borgerforslag kræves mindst fire personer: en "hovedstiller", der er ansvarlig for at fremsætte forslaget på hjemmesiden, og mellem tre og ti "medstillere", der tilslutter sig forslaget. Både hovedstilleren og medstillerne indvilliger i at deres navn, bopælskommune og e-mailadresse vil fremgå af forslaget; dog vises kommunen ikke for personer med adressebeskyttelse. Forslag kan ikke fremsættes af organisationer såsom foreninger og firmaer, men enkeltpersoner kan i forslagsteksten bemærke at forslaget fremsættes på vegne af en eller flere organisationer.
| Fra Bekendtgørelsen om borgerforslags § 11, stk. 2 Stk. 2. Et forslag afvises, hvis det 1. vedrører en ændring af grundloven, 2. klart ikke lader sig endeligt gennemføre efter sit indhold inden for den gældende grundlovs rammer, 3. ikke er affattet på dansk, 4. er helt usammenhængende eller uforståeligt, 5. klart har karakter af en vittighed, 6. ikke er et konkret forslag, herunder hvis det i det væsentligste har karakter af en ren meningstilkendegivelse eller en opfordring til ikke nærmere bestemt handling vedrørende en problemstilling, 7. indeholder flere forskellige forslag, der ikke har nogen tydelig indholdsmæssig sammenhæng indbyrdes, 8. angår kommuners eller regioners enkelte beslutninger eller private virksomheders og organisationers enkelte dispositioner, 9. angår forhold i Grønland eller på Færøerne, som henhører under selvstyre- og hjemmestyremyndighedernes kompetence, 10. angår afgørelsen af en konkret sag, der er eller har været under behandling ved domstolene eller i den offentlige forvaltning, 11. indeholder oplysninger om hovedstillerens, medstilleres eller andre navngivne eller på anden måde identificerbare enkeltpersoners private, herunder økonomiske, forhold, medmindre der er tale om oplysninger, der har været bredt gengivet i offentligheden, 12. udstiller navngivne eller på anden måde identificerbare enkeltpersoner, herunder offentligt ansatte, på urimelig måde, 13. indeholder reklame eller andre kommercielle budskaber eller opfordring til støtte til bestemte organisationer m.v., 14. indeholder link til hjemmesider m.v., 15. indeholder oplysninger, der med rimelighed kan forventes at være undergivet fortrolighed, 16. indeholder materiale, der med rimelighed kan forventes at være omfattet af andres ophavsret eller andre immaterielle rettigheder, 17. indeholder injurierende eller groft stødende udsagn eller åbenlyst usande påstande, 18. indeholder truende, forhånende eller nedværdigende udsagn om grupper i samfundet, 19. indeholder ukvemsord eller andet helt upassende sprog, 20. billiger, forherliger eller opfordrer til forbrydelse, 21. af andre grunde end de nævnte klart falder uden for formålet med ordningen eller 22. på anden måde end de nævnte har et indhold, hvis offentliggørelse på en hjemmeside, som drives for Folketinget, vil stride mod gældende ret eller Folketingets værdighed. |

Hvis de personer som hovedstilleren har angivet som medstillere, indvilliger i at støtte forslaget inden for 14 dage, bliver det sendt til Folketingets Administration. Administrationen læser forslaget og tjekker at forslaget ikke overtræder de 22 regler for borgerforslag fastsat i bekendtgørelsen. Hvis forslaget overholder reglerne, offentliggøres det på hjemmesiden og åbnes for støtte-tilkendegivelser fra andre borgere.

#### Anmærkninger
Bekendtgørelsen om borgerforslag forbyder forslag der "klart ikke lader sig endeligt gennemføre efter sit indhold inden for den gældende grundlovs rammer" (fremhævet her); dog kan der være tilfælde hvor Folketingets Administration ikke entydigt kan afgøre hvorvidt et forslag er i strid med Danmarks Riges Grundlov, f.eks. fordi der ikke er nogen retspraksis på området, eller fordi der er afvigende synspunkter i den juridiske litteratur. I disse tilfælde udstyres forslaget med en såkaldt anmærkning der oplyser eventuelle tilhængere om at forslaget muligvis ikke vil være muligt at føre ud i verden pga. grundlovsstridighed. Eksempelvis fik et borgerforslag om forbud mod omskæring af børn under 18 år en anmærkning da Folketingets Administration ikke umiddelbart kunne afgøre om det ville være i strid med grundlovens § 67, som giver borgere retten til at at "dyrke Gud på den måde, der stemmer med deres overbevisning", eller tilladt under samme paragraf, som begrænser religionsfriheden når noget "læres eller foretages, som strider imod sædeligheden eller den offentlige orden". Først da forslaget opnåede 50.000 støttetilkendegivelser, foretog Folketingets Lovsekretariat en nærmere undersøgelse af spørgsmålet og konkluderede at forslaget ikke var i strid med grundloven.

### Offentliggørelse
Når forslaget er offentliggjort, kan borgere med stemmeret til Folketinget som samtidig ikke er hoved- eller medstillere til forslaget, tilkendegive at de støtter forslaget. Hvis forslaget ikke opnår 50.000 støttetilkendegivelser inden for 180 dage, bliver det markeret som værende "Udløbet" og lukkes for støttetilkendegivelser. Opnår forslaget de fornødne støttetilkendegivelser inden for 180 dage, bliver det automatisk sendt videre til Folketingets Administration, som herefter finder ud af hvilke partier der ønsker at fremsætte forslaget. Indtil videre har alle borgerforslag der er nået til Folketinget, været fremsat af alle partierne bag ordningen, dog med en bemærkning om at de ikke nødvendigvis støtter indholdet.
Når borgerforslaget er fremsat i Folketinget, behandles det som var det ethvert andet beslutningsforslag.

### Ikkedigitale borgere
Alle facetter af ordningen om borgerforslag kan anvendes uden brug af hjemmesiden. Brugere der ikke ønsker at bruge den digitale løsning, kan indsende forslag til, være medstillere for og støtte eksisterende forslag ved at indsende en blanket til Folketingets Administration, som derefter sørger for at den bliver talt med. Da det ikke er hensigten at ordningen skal facilitere fysiske underskriftsindsamlinger, kan brugere som hovedregel kun indsende en blanket på vegne af dem selv og medlemmer af deres husstand medmindre det godtgøres hvorfor blanketten ikke er indsendt af underskriveren selv.

## Baggrund
Før ordningen blev vedtaget i 2016, var der tidligere forsøgt at etablere en ordning om borgerforslag. I 2014 blev et forslag om et "Åbent Ministerium" fremsat af Uffe Elbæk. Forslaget var inspireret af et lignende system i Finland og lagde op til at borgere med stemmeret kunne få beslutningsforslag fremsat direkte i Folketinget hvis de opnåede 50.000 underskrifter inden for 2 måneder. Forslaget nåede ikke igennem udvalgsbehandling og bortfaldt.
Den 5. april 2016 blev et nyt forslag fremsat af repræsentanter fra Alternativet, Dansk Folkeparti, Enhedslisten, Liberal Alliance, Radikale Venstre, Socialistisk Folkeparti og Konservative Folkeparti. Ligesom forslaget fra 2014 krævedes der 50.000 underskrifter for at få et beslutningsforslag fremsat i Folketinget, og der blev fastsat en prøveperiode for ordningen på to år. Finland blev igen nævnt som inspiration i både forslagsteksten og i førstebehandlingen af forslaget. Socialdemokratiet og Venstre udtalte sig kritisk over for forslaget, blandt andet fordi de mente at borgere allerede havde tilstrækkelig adgang til at komme med forslag gennem deres repræsentanter i Folketinget, samt fordi de anså forslaget som værende på kant med grundloven.
Forslaget blev henvist til Folketingets Udvalg for Forretningsordenen, hvor repræsentanterne for det flertal der oprindeligt havde fremsat forslaget, ændrede dets ordlyd med henblik på at det ikke skulle være i strid med grundloven. Forslagets titel og tekst blev ændret så der ikke længere stod at borgere havde "ret til", men i stedet "mulighed for", at få forslag fremsat i Folketinget. Flertallet indstillede forslaget til vedtagelse med deres ændringer og skrev i beslutningsforslagets bemærkninger at de ville påtage sig at fremsætte forslag som opnåede den tilstrækkelige opbakning, med det forbehold at de ikke nødvendigvis selv støttede indholdet. Socialdemokratiet og Venstre indstillede forslaget til forkastelse med bemærkning om at det allerede var muligt for medlemmer af Folketinget at fremsætte forslag baseret på input fra 50.000 eller enhver anden mængde borgere. Ydermere bemærkede de at de var bekymrede for at forslaget ville ses som et signal om at borgere kun kunne få problemstillinger taget op med en bestemt mængde mennesker bag sig, og at der muligvis ville komme et uhensigtsmæssigt fokus på enkeltsager. Forslaget blev vedtaget ved andenbehandling. Forslagsstillerne stemte for, mens Venstre og Socialdemokratiet stemte imod.
Den 23. november 2017 fremsatte Folketingets Præsidium et lovforslag der skulle føre beslutningsforslaget ud i livet. Lovforslaget dikterede ikke hvor mange underskrifter et forslag skulle opnå for at kunne fremsættes i Folketinget, men overlod det i stedet til Folketingets formand at fastsætte de nærmere rammer for de praktiske dele af ordningen i en bekendtgørelse efter forhandling med Udvalget for Forretningsordenen. Forslaget blev vedtaget uændret af alle partier i Folketinget; Socialdemokratiet og Venstre noterede dog at de fortsat var imod ordningen, men støttede den praktiske udmøntning af retningslinjerne. Folketingets formand fremsatte den 17. januar 2018 en bekendtgørelse som fastsatte de nærmere rammer for ordningen, herunder antallet af støtteerklæringer krævet for at for sit forslag fremsat. Hjemmesiden blev lanceret den 24. januar 2018.
Den 28. marts 2019 erklærede Folketingets Udvalg for Forretningsordenen at det agter at lade borgerforslagsordningen fortsætte efter folketingsåret 2019-20, og dermed gøre ordningen permanent.

### Kritik
Ud over den politiske modstand i Folketinget har ordningen om borgerforslag fået kritik af blandt andet professor emeritus Palle Svensson ved Institut for Statskundskab ved Aarhus Universitet; han mener at borgerforslagsordningen er et "lillebitte appendix [sic] til folkestyret". Ifølge Palle Svensson har borgerne i forvejen mange andre muligheder for at komme frem med deres bekymringer, men borgerne har med ordningen ikke mulighed for f.eks. at "kræve en folkeafstemning eller selv formulere forslag til Folketinget".
Berlingske skrev i en leder den 1. april 2018 at "så længe muligheden består for at stille borgerforslag, skal Folketinget tage forslagene alvorligt på det grundlag", hvilket fik daværende forsknings- og uddannelsesminister, Søren Pind fra Venstre, til at svare i en kronik at han ikke ønskede at tage borgerforslag alvorligt. Pind henviste til grundlovens § 56 om folketingsmedlemmers overbevisning, hvorefter medlemmer alene er "bundet ved deres overbevisning og ikke ved nogen forskrift af deres vælgere". Politiken kritiserede Pinds retorik, navnlig omkring et borgerforslag om ministerpension.
Den 13. april 2018 bragte Berlingske en artikel der berettede at mange af de mest populære borgerforslag var fremsat af repræsentanter fra politiske partier eller interesseorganisationer, hvilket Christine Antorini fra Socialdemokratiet anså som dokumentation for at borgerforslagsordningen primært hjalp grupper og individer som allerede havde adgang til den politiske beslutningsproces. Omvendt udtalte nogle af de interviewede forslagsstillere at de agerede i en personlig kapacitet, og daværende formand for Folketinget, Pia Kjærsgaard, udtalte at "de [forslagsstillerne] er jo på sin vis lige så meget borgere som alle andre".

## Retsgrundlag
Ordningen om borgerforslag har hjemmel i "Lov om etablering af en ordning for borgerforslag med henblik på behandling i Folketinget" (Lov nr. 1672 af 26. december 2017). Nærmere detaljer om selve hjemmesidens udformning er beskrevet i "Bekendtgørelse om en ordning for borgerforslag med henblik på behandling i Folketinget" (Bekendtgørelse nr. 35 af 17. januar 2018). Lovens § 4 bestemmer at loven skal revideres senest i folketingsåret 2019-20.
Forslag som opnår 50.000 underskrifter inden for 180 dage, bliver ikke automatisk fremsat som beslutningsforslag i Folketinget, men er afhængige af at et medlem af Folketinget eller en minister vælger at fremsætte dem i deres navn. Denne ordning skyldes grundlovens §§ 21 og 41, stk. 1, som dikterer at det kun er regeringen og medlemmer af Folketinget der kan fremsætte forslag i Folketinget.

## Forslag der er overgået til Folketinget
Et borgerforslag overgår til Folketinget såfremt det har fået 50.000 støttetilkendegivelser. På grund af borgerforslagsordningens frivillige natur er det i teorien muligt at et forslag der ikke er grundlovsstridigt og samtidigt har opnået 50.000 støttetilkendegivelser, alligevel ender med ikke at blive fremsat i Folketinget, men dette er endnu ikke sket.

### Oversigtstabel
| Titel | Forslag | Støtter efter afsluttet behandling | Status     | Kilder               |
| --- | --- | ---------------------------------- | ---------- | -------------------- |
| Forslag om at afskaffe uddannelsesloftet!                                                                                                   | Afskaffelse af begrænsning af dobbeltuddannelse som implementeret ved L 69 i folketingsåret 2016-17. | 54.191                             | Forkastet  | [ 47 ] [ 48 ] [ 49 ] |
| Afskaffelse af ministerpension og pension til ministerbørn                                                                                  | Ændring af pensionsvilkårene for ministre og medlemmer af Folketinget så de følger overenskomsten for pædagoger. | 68.975                             | Forkastet  | [ 50 ] [ 48 ] [ 51 ] |
| Indførelse af 18 års mindstealder for omskæring af raske børn                                                                               | Kønsneutralt forbud mod omskæring af mindreårige der ikke er nødvendig pga. helbredsmæssige årsager. | —                                  | Genfremsat | [ 11 ] [ 52 ]        |
| Automatisk organdonor fra man fylder 18 år                                                                                                  | Automatisk registrering af personer som organdonorer når de fylder 18 år (formodet samtykke) | 61.348                             | Forkastet  | [ 53 ] [ 48 ] [ 54 ] |
| Dansk klimalov nu | Indførelse af "en ny klimalov, der sætter en klar ramme for den danske klimaindsats". | —                                  | Genfremsat | [ 55 ] [ 56 ]        |
| Afviste asylbørn skal tildeles bedre vilkår i hjem- og udrejsecentre og midlertidig opholdstilladelse senest 18 mdr. efter endeligt afslag. | Tildeling af fornyelig 2-årig opholdstilladelse til børnefamilier hvis ansøgning om asyl er blevet afvist, og som ikke er rejst hjem efter 18 måneder. Garanti for optagelse i folkeskolen og ret til selv at lave mad for børn i familier hvis ansøgning er blevet afvist indtil mulighed for udrejse. | —                                  | Fremsat    | [ 57 ] [ 58 ]        |
| Ophæv loven om nedrivning og salg af almene boliger og afskaf de såkaldte "ghettolister"                                                    | Vi foreslår, at Folketinget ophæver Lov 38, vedtaget den 22. november 2018, som bruges til at tvinge almene boligforeninger til nedrivninger og salg af almene boliger, samt til privatisering af almen ejendom.                                                                                        |                                    |            |                      |
| Ophæv Tjenestemandsreformen fra 1969 - skab ligestilling i lønforholdet mellem offentlige faggrupper.                                       | Med dette borgerforslag ønsker vi at Folketinget tager et opgør med Tjenestemandsreformen fra 1969, i form af at sikre en udligning af det politisk skabte lønefterslæb, og derved skabe ligestilling i lønforholdene mellem de offentlige faggrupper.                                                  | 66.066                             |            | [ 59 ]               |
| Øjeblikkeligt ophør med salg af Roundup og andre bekæmpelsesmidler til privat brug i haver og på offentlige fællesarealer                   | Totalt forbud mod ukrudts- og insektmidler samt andre pesticider, der er skadelige eller blot potentielt skadelige for grundvand, biodiversitet og sundhed. Det gælder f.eks. ukrudtsmidler med indhold af glyphosat, mest kendt fra Roundup, og insektgifte med indhold af neonikotinoider.            | 53.613                             | Forkastet  |                      |
| Fjernelse af gensidig forsørgerpligt for alle                                                                                               | Total afskaffelse af den gensidig forsørgelsespligt. | 70.338                             | Forkastet  |                      |

### Baggrund og politisk behandling

#### Folketingsåret 2017-18
2 borgerforslag blev fremsat i Folketinget i løbet af folketingsåret 2017-18. De blev begge forkastet ved 2. behandling.

##### Uddannelsesloftet
Den 1. marts 2018 blev det første borgerforslag, et forslag om afskaffelse af det såkaldte uddannelsesloft, fremsat i Folketinget. Forslaget var fremsat på vegne af en række organisationer fra elev- og studenterbevægelsen. Dansk Folkeparti, Socialdemokratiet og Venstre, der alle havde været med til at implementere uddannelsesloftet, erklærede på forhånd at de ville stemme imod. Forslaget blev forkastet ved 2. behandling.

##### Politikeres pensionsvilkår
Det andet borgerforslag blev fremsat den 11. april 2018. Forslaget ville afskaffe "særlige pensionsvilkår for medlemmer af Folketinget [...] så pensionsvilkår [ville følge] pædagogernes overenskomst". Et flertal bestående af Konservative Folkeparti, Liberal Alliance, Socialdemokratiet og Venstre stemte imod forslaget under henvisning til en ændring i ministre og folketingsmedlemmers pensionsordning der var blevet gennemført året før, som de fandt tilfredsstillende. De resterende partier erklærede at de var imod eller i hvert fald ønskede ændring af den på daværende tidspunkt gældende ordning, men stemte hverken for eller imod forslaget. For Dansk Folkeparti, Enhedslisten og Socialistisk Folkepartis vedkommende skyldtes det at de mente at forslaget var for uklart formuleret, mens Alternativet mente at det enkelte folketingsmedlem selv burde kunne vælge hvilken arbejdsmarkedspension de skulle betale til, hvorfor de ikke kunne tilslutte sig en specifik udpegning af pædagogernes arbejdsmarkedspension. Radikale Venstre ønskede ikke en "arbejdsmarkedspensionslignende ordning" uden en samtidig ændring af politikernes vederlag.

#### Folketingsåret 2018-19
3 borgerforslag blev fremsat i løbet af folketingsåret 2018-19. Et forslag blev forkastet ved 2. behandling, mens de resterende to bortfaldt på grund af folketingsvalget 2019 og blev genfremsat følgende folketingsår.

##### Omskæring
Folketingsårets første borgerforslag, der blev fremsat 4. oktober 2018, vil indføre "en kønsneutral mindstealder på 18 år for omskæring, som ikke er nødvendig af helbredsmæssige årsager". Forslaget blev fremsat af repræsentanter for foreningen Intact Denmark, der arbejder for at forbyde omskæring af børn. Ved forslagets offentliggørelse fik det en anmærkning da Folketingets Administration ikke var sikre på hvorvidt forslaget var i strid med grundlovens § 67 om religionsfrihed, men efter at forslaget opnåede 50.000 stemmer, konkluderede Folketingets Lovsekretariat at forslaget ikke var i strid med grundloven og derfor godt kunne fremsættes.
I forhold til de tidligere fremsatte borgerforslag har forslaget affødt en betydelig debat. Kritikere af forslaget har anført at det strider imod religionsfriheden eller i hvert fald bør afvises ud fra et minoritetsbeskyttelseshensyn, mens fortalere har fremhævet retten til med- og selvbestemmelse i beslutninger om egen krop eller sundhedsmæssige hensyn. Derudover har formuleringen om en "kønsneutral mindstealder" fået nogle politikere til at trække deres støtte til forslaget i dets nuværende form, da de mener ordlyden vil medføre en afkriminalisering af kvindelig omskæring, der på nuværende tidspunkt er kriminaliseret i straffelovens § 245 uanset kvindens alder eller samtykke.
Ved førstebehandlingen af forslaget erklærede den daværende regering, Dansk Folkeparti, Radikale Venstre, Socialdemokratiet og Venstre at de ikke agtede at støtte forslaget. Liberal Alliance og Konservative Folkeparti fritstillede de medlemmer der ikke var præsenteret i regeringen, og Alternativet fritstillede ligeledes sine medlemmer. Enhedslisten og Socialistisk Folkeparti agtede at støtte forslaget, men ville begge fremsætte ændringsforslag så kvindelig omskæring ikke vil blive afkriminaliseret som konsekvens.
Forslaget bortfaldt som følge af folketingsvalget 2019 og blev genfremsat det følgende folketingsår.

##### Organdonation
Folketingsårets andet borgerforslag, ligeledes fremsat 4. oktober 2018, omhandlede indførelsen af et formodet samtykke om organdonation for personer over 18 år, hvilket indebar at alle automatisk skulle registreres som organdonorer når de fyldte 18 år – i modsætning til den gældende ordning, hvor man aktivt skulle melde sig som organdonor. Borgerforslaget blev fremsat på vegne af foreningen "Patientforeningen Organdonation - ja tak!".
Før forslaget blev førstebehandlet, havde et flertal bestående af Dansk Folkeparti, Enhedslisten, Socialdemokratiet og Venstre på forhånd meldt ud at de ikke ville støtte en ordning med formodet samtykke, mens Radikale Venstre erklærede at de ville støtte forslaget. Ved førstebehandlingen erklærede den den daværende regering, Konservative Folkeparti og Liberal Alliance at de heller ikke ønskede at støtte forslaget. Socialistisk Folkeparti erklærede at partiet ønskede forslaget ændret så det i stedet fokuserede på aktiv stillingtagen til organdonation, mens Alternativet sagde at partiet var "positivt indstillet" over for forslaget så længe ordningen medfulgtes af omfattende oplysningsarbejde og muligheden for nem framelding. Forslaget blev imidlertid forkastet af alle partier undtagen Radikale Venstre og Socialistisk Folkeparti ved andenbehandlingen uden yderligere bemærkninger.

##### Klimalov
Den 8. februar 2019 blev folketingsårets tredje borgerforslag fremsat. Forslaget vil pålægge regeringen at fremsætte "en ny klimalov, der sætter en klar ramme for den danske klimaindsats". Forslaget indeholder 6 punkter som skal integreres i denne klimalov:
"1) Danmark skal yde sit bidrag til at nå Parisaftalens mål. 2) Der skal sættes 5-årige delmål mindst 15 år frem. 3) Klimahensyn skal integreres i andre politikker. 4) Klimarådet skal styrkes og sikres uafhængighed. 5) Danmark skal satse på udvikling af grønne løsninger. 6) Danmark skal være drivkraft i international klimapolitik."
Forslaget nåede kun at blive førstebehandlet før det bortfaldt som følge af folketingsvalget 2019. Det blev genfremsat det følgende folketingsår.